# هاغي وايز
هاغي وايز (بالإنجليزية: Hughie Wise)‏ هو لاعب كرة قاعدة أمريكي، ولد في 9 مارس 1906 في كامبلسفيل في الولايات المتحدة، وتوفي في 21 يوليو 1987 في بلانتيشن في الولايات المتحدة.

## وصلات خارجية
- هاغي وايز على موقعبيزبول رفرنس.كوم (الدوري الرئيسي) (الإنجليزية)
- هاغي وايز على موقعبيزبول رفرنس.كوم (الدوري الثانوي) (الإنجليزية)